# Gran Premio di Monza 1933
Il Gran Premio di Monza 1933 fu un Gran Premio disputato all'autodromo di Monza il 10 settembre 1933, subito dopo il Gran Premio d'Italia.
Conosciuta in seguito come "Giornata nera di Monza", la gara divenne tristemente famosa per essere stata teatro degli incidenti mortali di tre dei più famosi piloti dell'epoca: Giuseppe Campari, Baconin Borzacchini e Stanisław Czaykowski.
La gara prevede tre turni preliminari di quattordici giri, i cui quattro migliori piloti si qualificano per la manche finale, anch'essa lunga quattordici giri (inizialmente prevista per ventidue giri).
Gli incidenti di Campari e Borzacchini arrivano entrambe al primo giro della seconda batteria, nella curva sud del tracciato. La perdita di controllo di Borzacchini è la causa del tamponamento. L'incidente di Czaykowski avviene quasi nello stesso posto, e viene causata da una macchia d'olio sparsa sulla pista.
Al termine della manche finale, dove sono presenti solo undici piloti (solo tre qualificati dalla seconda batteria), il francese Marcel Lehoux su Bugatti Type 51 vince il Gran Premio.

## Prima batteria

### Griglia di partenza
| Pos. 1            | Pos. 2      | Pos. 3            | Pos. 4          | Pos. 5            | Pos. 6             | Pos. 7           | Pos. 8             |
| ----------------- | ----------- | ----------------- | --------------- | ----------------- | ------------------ | ---------------- | ------------------ |
| Trossi Duesenberg | Premoli PBM | Straight Maserati | Moll Alfa Romeo | Battilana Bugatti | Bonetto Alfa Romeo | Pages Alfa Romeo | Czaykowski Bugatti |

### Resoconto
Al via Premoli passa in vantaggio, seguito da Straight e Trossi. Dopo il primo giro Premoli è in testa con la sua PBM, seguito da Straight, Trossi e Czaykowski. Al passaggio successivo, Premoli è ancora davanti, ma la Duesenberg di Trossi è nel frattempo passata in seconda posizione. Pages è uscito di pista alla prima curva e ha ritirato la sua Alfa Romeo Monza senza danni sull'erba lungo il percorso. Al terzo giro Trossi e Czaykowski guidano la corsa. Premoli, Moll e Bonetto erano già rimasti indietro. Czaykowski si trova in testa al quarto giro con Trossi secondo. Questo ordine è rimasto fino al sesto giro con la Bugatti blu in testa seguita dalla rossa Scuderia Ferrari-Duesenberg. Durante il giro successivo la Duesenberg rompe un pistone e di conseguenza viene rovesciata parte dei suoi 22 kg di olio oltre l'ingresso della curva sud (inclinata di 21°). Guy Moll, che ha seguito da vicino, ha colpito la chiazza di olio ed è andato in una terrificante sbandata girando tre volte intorno vicino alla velocità massima di circa 180 km/h. Solo per pura fortuna la sua auto è rimasta in pista senza colpire il muro di contenimento o rimbalzare su di esso. Alla fine del settimo giro Trossi si ferma ai box. Dopo una rapida ispezione della perdita d'olio, i meccanici spingono lentamente la Duesenberg via. Con Trossi fuori gara, Czaykowski completa la seconda metà di gara in testa incontrastato, seguito da Moll. Czaykowski, con la Bugatti da 4,9 litri, vince con una velocità media di 181,56 km/h. Moll ha stabilito il giro più veloce in 1'22"4 a 196,60 km/h di media.

### Classifica di gara
In grassetto i piloti qualificati per la fase finale.
| Pos. | N. | Pilota               | Scuderia                  | Vettura           | Giri | Tempo/ritiro             | Griglia |
| ---- | -- | -------------------- | ------------------------- | ----------------- | ---- | ------------------------ | ------- |
| 1    | 20 | Stanislas Czaykowski | Privato                   | Bugatti Tipo 54   | 14   | 20'49"2 ( 181,6 km/h )   | 8       |
| 2    | 14 | Guy Mol              | Privato                   | Alfa Romeo Monzan | 14   | + 11"8                   | 4       |
| 3    | 18 | Felice Bonetto       | Privato                   | Alfa Romeo Monza  | 14   | + 14"8                   | 6       |
| 4    | 12 | Whitney Straight     | Privato                   | Maserati Tipo 26M | 14   | + 15"4                   | 3       |
| 5    | 10 | Luigi Premoli        | Privato                   | PBM               | 14   | + 1'41"4                 | 2       |
| 6    | 6  | Attilio Battilana    | Privato                   | Bugatti Tipo 35C  | 14   | 2'11"2                   | 5       |
| Rit. | 4  | Carlo Felice Trossi  | Scuderia Ferrari          | Duesenberg        | 8    |                          | 1       |
| Rit. | 16 | Luigi Pages          | Privato                   | Alfa Romeo Monza  | 1    | + 13 giri                | 7       |
| Np.  | 2  | Eugenio Siena        | Scuderia Ferrari          | Alfa Romeo Monza  |      | Partecipazione annullata |         |
| Np.  | 8  | Tazio Nuvolari       | Officine Alfieri Maserati | Maserati 8CM      |      | Partecipazione annullata |         |

#### Pole position e record sul giro
- Pole position:  Carlo Felice Trossi ( Duesenberg ) per sorteggio
- Miglior giro in gara:  Guy Moll ( Alfa Romeo ) nella 1'22"4 ( 196,6 km/h ).

## Seconda batteria

### Griglia di partenza
| Pos. 1             | Pos. 2                | Pos. 3               | Pos. 4              | Pos. 5                 | Pos. 6          | Pos. 7                |
| ------------------ | --------------------- | -------------------- | ------------------- | ---------------------- | --------------- | --------------------- |
| Campari Alfa Romeo | Balestrero Alfa Romeo | Borzacchini Maserati | Barbieri Alfa Romeo | Castelbarco Alfa Romeo | Nice Alfa Romeo | Pellegrini Alfa Romeo |

### Resoconto
Dopo la protesta di Moll, gli organizzatori del Gran Premio hanno cercato di rimediare alla perdita d'olio spazzandolo con delle scope e ricoprendo la macchia con della sabbia, che però contribuisce a diminuire l'aderenza del tracciato.
Dopo la partenza ritardata della seconda batteria, Campari e Borzacchini prendono subito il comando dirigendosi verso la curva Nord. Sono seguiti da vicino da Carlo Castelbarco e Barbieri, poi Balestrero, Pellegrini e Helle-Nice. Campari e Borzacchini entrano in curva sud in piena a circa 180 km/h. L'incidente avviene vicino alla chiazza d'olio, che però non è coinvolta nello schianto.
L'Alfa Romeo di Campari si ribalta più volte lungo il piccolo terrapieno. Campari muore sul colpo, schiacciato sotto la sua auto sottosopra. Borzacchni viene sbalzato fuori dalla sua auto e finisce contro un albero. Viene portato all'ospedale di Monza dove muore con una frattura alla colonna vertebrale, torace schiacciato ed emorragie interne poco dopo essere stato ricoverato. La sua Maserati non è stata seriamente danneggiata. L'Alfa Romeo di Carlo Castelbarco ha sbandato e si è ribaltata anche all'esterno. L'auto è atterrata sopra di lui e lui miracolosamente è fuggito con solo abrasioni e un graffio al mento. Barbieri, che ha avuto più tempo per reagire, ha fatto girare la sua Alfa all'interno della curva e non ha riportato ferite. Anche l'Alfa di Pellegrini è andata in testacoda all'interno della curva sud senza danni e ha completato i successivi 14 giri senza problemi.
Nonostante il grave incidente, la gara è continuata, nonostante il clima di incertezza. Balestrero si ferma anche brevemente ai box per scoprire se dovevano proseguire. Nulla delle auto scomparse veniva annunciato dagli altoparlanti. Gli spettatori erano perplessi e divennero irrequieti. Più tardi, quando Barbieri torna a piedi dalla curva sud ai box, la cattiva notizia diviene nota e e viene annunciata al pubblico solo dopo la fine della gara. Balestrero vince la batteria, Pellegrini è secondo, seguito da Helle-Nice, doppiata da entrambi i piloti.
La causa dell'incidente viene subito attribuito all'olio lasciato sulla pista dalla Duesenberg di Trossi, tuttavia in seguito vengono formate altre ipotesi, legate al fatto che le auto di Campari e Borzacchin non avessero i freni anteriori e montassero pneumatici slick, oltre alla presenza di sabbia sulla pista.

### Classifica di gara
In grassetto i piloti qualificati per la fase finale.
| Pos. | N. | Pilota              | Scuderia                  | Vettura          | Giri | Tempo/ritiro                                | Griglia |
| ---- | -- | ------------------- | ------------------------- | ---------------- | ---- | ------------------------------------------- | ------- |
| 1    | 24 | Renato Balestrero   | Privato                   | Alfa Romeo Monza | 14   | 35'3"8 ( 169,0 km/h )                       | 2       |
| 2    | 38 | Carlo Pellegrini    | Privato                   | Alfa Romeo Monza | 14   | + 44"6                                      | 7       |
| 3    | 22 | Hellé Nice          | Privato                   | Alfa Romeo Monza | 14   | + 3'35"6                                    | 6       |
| Rit. | 22 | Giuseppe Campari    | Scuderia Ferrari          | AlfaRomeo P3     | 0    | Incidente mortale                           | 1       |
| Rit. | 26 | Baconin Borzacchini | Officine Alfieri Maserati | Maserati 8C3000  | 0    | Incidente mortale                           | 3       |
| Rit. | 32 | Carlo Castelbarco   | Privato                   | Alfa Romeo Monza | 0    | Incidente                                   | 5       |
| Rit. | 28 | Ferdinando Barbieri | Privato                   | Alfa Romeo Monza | 0    | Ritiro volontario (sul luogo dello scontro) | 4       |
| Np.  | 30 | Goffredo Zehender   | Privato                   | Maserati 8CM     |      | Partecipazione annullata                    |         |
| Np.  | 36 | Carlo Jellen        | Privato                   | Alfa Romeo Monza |      | Assente (corsa a Hohnstein)                 |         |
| Np.  | 40 | Giovanni Gaupillat  | Privato                   | Bugatti Tipo 51  |      | Problemi meccanici al GP d'Italia           |         |

- Didascalia: Rit. = ritirato; Np.=Non ha partecipato

### Pole position e record sul giro
- Pole position:  Giuseppe Campari ( Alfa Romeo ) per sorteggio
- Miglior giro in gara:  Renato Balestrero ( Alfa Romeo ) in 1'31"4 ( 177,2 km/h ).

## Terza batteria

### Griglia di partenza
| Pos. 1            | Pos. 2       | Pos. 3                      | Pos. 4         | Pos. 5                |
| ----------------- | ------------ | --------------------------- | -------------- | --------------------- |
| Ghersi Alfa Romeo | Biondetti MB | Cornaggia Medici Alfa Romeo | Curzon Bugatti | Marcel Lehoux Bugatti |

### Resoconto
Prima della terza batteria si tiene una riunione dei piloti con lunghe discussioni e dubbi sulla continuazione o meno della gara. Nel frattempo un altro tentativo è stato fatto per pulire minuziosamente la curva di Vedano utilizzando scope per asciugare l'olio e spargere sabbia su di esso. 
Solo cinque piloti si schierano alla partenza, in ritardo di due ore sul programma.
Lehoux precede Ghersi durante il primo giro, ma Ghersi lo supera e prende la testa. Durante il sesto giro, Ghersi si gira a causa della macchia d'olio. Lehoux vince quindi la gara, seguito da Ghersi e Biondetti.

### Classifica di gara
In grassetto i piloti qualificati per la fase finale.
| Pos. | N. | Pilota                    | Scuderia | Vettura           | Giri | Tempo/ritiro                | Griglia |
| ---- | -- | ------------------------- | -------- | ----------------- | ---- | --------------------------- | ------- |
| 1    | 60 | Marcel Lehoux             | Privato  | Bugatti Tipo 51   | 14   | 21'50"2 ( 173,0 km/h )      | 5       |
| 2    | 48 | Pietro Ghersi             | Privato  | Alfa Romeo Monza  | 14   | + 18"8                      | 1       |
| 3    | 50 | Clemente Biondetti        | Privato  | Speciale MB       | 14   | + 1'23"2                    | 2       |
| 4    | 52 | Giovanni Cornaggia Medici | Privato  | Alfa Romeo Monza  | 14   | + 1'58"6                    | 3       |
| 5    | 58 | Francis Curzon            | Privato  | Bugatti Tipo 51   | 14   | + 1'59"2                    | 4       |
| Np.  | 42 | Ippolito Berrone          | Privato  | Maserati4CM       |      | Assente                     |         |
| Np.  | 44 | Giulio Aimini             | Privato  | Maserati Tipo 26M |      | Assente                     |         |
| Np.  | 46 | Piero Taruffi             | Privato  | Maserati 8CM      |      | Assente                     |         |
| Np.  | 54 | Paolo Pietsch             | Privato  | Alfa Romeo Monza  |      | Assente (corsa a Hohlstein) |         |

### Pole position e record sul giro
- Pole position:  Giuseppe Campari ( Alfa Romeo ) per sorteggio
- Miglior giro in gara:  Renato Balestrero ( Alfa Romeo ) in 1'31"4 ( 177,2 km/h ).

## Fase finale

### Griglia di partenza
| 1a fila | Pos. 1            | Pos. 1            | Pos. 2          | Pos. 2          | Pos. 3             | Pos. 3             | Pos. 4             | Pos. 4                      | Pos. 5                      | Pos. 5                | Pos. 6          | Pos. 6          | Pos. 7                | Pos. 7                | Pos. 8            | Pos. 8            |
| ------- | ----------------- | ----------------- | --------------- | --------------- | ------------------ | ------------------ | ------------------ | --------------------------- | --------------------------- | --------------------- | --------------- | --------------- | --------------------- | --------------------- | ----------------- | ----------------- |
|         | Straight Maserati | Straight Maserati | Moll Alfa Romeo | Moll Alfa Romeo | Bonetto Alfa Romeo | Bonetto Alfa Romeo | Czaykowski Bugatti | Czaykowski Bugatti          | Balestrero Alfa Romeo       | Balestrero Alfa Romeo | Nice Alfa Romeo | Nice Alfa Romeo | Pellegrini Alfa Romeo | Pellegrini Alfa Romeo | Ghersi Alfa Romeo | Ghersi Alfa Romeo |
| 2a fila |                   |                   |                 |                 |                    | Pos. 9             | Pos. 9             | Pos. 10                     | Pos. 10                     | Pos. 11               | Pos. 11         |                 |                       |                       |                   |                   |
|         |                   |                   |                 |                 |                    | Biondetti MB       | Biondetti MB       | Cornaggia Medici Alfa Romeo | Cornaggia Medici Alfa Romeo | Lehoux Bugatti        | Lehoux Bugatti  |                 |                       |                       |                   |                   |

### Resoconto
La fase finale del Gran Premio doveva vedere 12 vetture alla partenza, ma solo 11 partecipano dato che la seconda batteria aveva visto solo tre auto finire la corsa.
Dopo il primo giro la Maserati verde di Straight ha mantenuto il comando. Fu seguito da Ghersi, Lehoux e dal conte Czaykowski. Al secondo giro Czaykowski sorpassa Lehoux dopo quattro giri si porta in testa davanti a Lehoux. 
All'ottavo giro, Lehoux passa avanti alle tribune al primo posto, mentre Czaykowski è assente. All'improvviso dietro la piccola foresta a destra si poteva vedere in lontananza alla curva sud una colonna di fumo scuro che si alzava, che si allargava continuamente. Dopo dieci minuti si scopre che la Bugatti di Czaykowski si è schiantata 50 metri più avanti rispetto al punto in cui poche ore prima erano morti Campari e Borzacchini. Czaykowski, dopo una sbandata, è finito oltre il bordo esterno del circuito, colpendo un sasso con la testa e morendo probabilmente sul colpo. La Bugatti ha intrappolato il conducente sotto di essa e ha preso fuoco. L'auto si è completamente bruciata con il conducente morto sotto. Nessuno è stato in grado di aiutare in alcun modo. Finalmente l'aiuto è arrivato e solo allora ha potuto intervenire. Il cadavere bruciato di Czaykowski viene recuperato dalle macerie. 
La gara viene interrotta al quattordicesimo giro dei ventidue giri previsti. Molto turbate, le masse di spettatori se ne andarono in gran fretta.
Marcel Lehoux vince dunque la funesta edizione del Gran Premio di Monza, seguito da Guy Moll e Felice Bonetto.

### Classifica di gara
| Pos. | N. | Pilota                    | Scuderia | Vettura           | Giri | Tempo/ritiro           | Griglia |
| ---- | -- | ------------------------- | -------- | ----------------- | ---- | ---------------------- | ------- |
| 1    | 60 | Marcel Lehoux             | Privato  | Bugatti Tipo 51   | 14   | 21'17"0 ( 169,0 km/h ) | 11      |
| 2    | 14 | Guy Moll                  | Privato  | Alfa Romeo Monza  | 14   | + 3"2                  | 2       |
| 3    | 18 | Felice Bonetto            | Privato  | Alfa Romeo Monza  | 14   | + 11"2                 | 3       |
| 4    | 12 | Whitney Straight          | Privato  | Maserati Tipo 26M | 14   | + 11"8                 | 1       |
| 5    | 24 | Renato Balestrero         | Privato  | Alfa Romeo Monza  | 14   | + 1'7"0                | 5       |
| 6    | 50 | Clemente Biondetti        | Privato  | Speciale MB       | 14   | + 1'52"4               | 9       |
| 7    | 48 | Pietro Ghersi             | Privato  | Alfa Romeo Monza  | 14   | + 2'35"8               | 8       |
| 8    | 52 | Giovanni Cornaggia Medici | Privato  | Alfa Romeo Monza  | 14   | + 3'21"4               | 10      |
| 9    | 34 | Hellé Nice                | Privato  | Alfa Romeo Monza  | 12   | + 2 giri               | 6       |
| Rit. | 20 | Stanislas Czaykowski      | Privato  | Bugatti Tipo 54   | 8    | Incidente mortale      | 4       |
| Rit. | 38 | Carlo Pellegrini          | Privato  | Alfa Romeo Monza  | 6    | + 1 giro               | 7       |

### Pole position e record sul giro
- Pole position:  Giuseppe Campari ( Alfa Romeo ) per sorteggio
- Miglior giro in gara:  Renato Balestrero ( Alfa Romeo ) in 1'31"4 ( 177,2 km/h ).